# Augusto y Michaela Odone
Augusto Odone (nacido el 4 de mayo de 1933 - 24 de octubre de 2013) y Michaela Teresa Murphy Odone (10 de enero de 1939 - 10 de junio de 2000) fueron los padres de Lorenzo Odone (24 de mayo de 1978 - 25 de mayo de 2008), un niño afectado con adrenoleucodistrofia (ALD). Ganaron notoriedad al descubrir un remedio para la enfermedad "incurable" de su hijo, búsqueda relatada en la película Lorenzo's Oil.
En reconocimiento al trabajo del matrimonio, Augusto recibió un doctorado honorífico por la Universidad de Stirling. Continuó coordinando los esfuerzos científicos y de las familias en la lucha contra la ALD a través de su fundación, The Myelin Project. Michaela murió en el año 2000 a causa de un cáncer de pulmón.
Lorenzo murió el día después de cumplir 30 años. Vivía en Virginia con sus padres, cuidado por varias enfermeras y por Oumori Hassane, un amigo de la familia. Llevaba varios años totalmente paralizado, sin poder ver ni hablar. Se comunicaba mediante guiños y moviendo levemente los dedos, aunque su mente estaba intacta y agradecía escuchar música o que alguien le leyera en voz alta. En palabras de su padre:

"Soy padre. Y mi implicación en la enfermedad llamada 'Adrenoleucodistrofia' no viene, por tanto, del amor a la ciencia sino del amor a mi hijo Lorenzo y de mi deseo de ayudarlo. Debía haber muerto a los 13 años... y hoy tiene 24. Desde luego, tiene días buenos y días malos, está postrado en una cama y no puede comer más que por un tubo... pero su mente aún está allí. Le gusta que le pongan música, que le lean... y siempre sabe quién está a su alrededor."

## Lucha contra la enfermedad
Cuando Lorenzo fue diagnosticado de ALD en 1983, la enfermedad aún era poco conocida. Había sido indentificada recientemente, denominada en un principio enfermedad de Schindler y sólo se sabía que las víctimas eran normalmente varones entre los cinco y los diez años de edad, que gradualmente se quedaban mudos, sordos, incapaces de moverse y ciegos, además de otros síntomas, que frecuentemente llevaban a la muerte en dos años.
Augusto y Michaela se negaron a aceptar el diagnóstico y buscaron un tratamiento para la enfermedad de su hijo en una carrera desesperada contra el parecer de la mayoría de médicos y especialistas que consultaron, que mostraron su escepticismo ante la posibilidad de que dos personas sin preparación científica sistemática pudieran encontrar una cura a una enfermedad de la que se sabía tan poco. A pesar de tener todo en contra, perseveraron y, a través de muchas horas de investigación y estudio, los Odone encontraron un tratamiento capaz de ralentizar el proceso degenerativo de la enfermedad. Este tratamiento, con la ayuda del doctor Hugo Moser, se concretó en la preparación de un aceite especial, mezcla en proporción 4:1 de glicerol trioleato y glicerol triurecato (formas triglicéridas de los ácidos oleico y erúcico, ambos extraídos de fuentes naturales), denominado desde entonces el "aceite de Lorenzo".
El matrimonio Odone continuó dando a conocer la enfermedad y el aceite mediante el “Proyecto Mielina”, que promueve y canaliza la investigación en torno a la ALD y otras enfermedades similares. Michaela siempre insistió en tratar a su hijo como una persona normal, no como un "vegetal" a pesar de su casi total incapacidad y desarrolló con él algunas vías de comunicación alternativas, como el guiño de los ojos o el leve movimiento de los dedos.

## En el cine
En 1992 la historia de Lorenzo y sus padres sirvió como base para la película Lorenzo's Oil, dirigida por George Miller y protagonizada por Nick Nolte como Augusto y Susan Sarandon como Michaela, nominada al Oscar a la mejor actriz por su papel. A partir de la película Sarandon se convirtió en portavoz del Proyecto Mielina.
Phil Collins transformó en una canción, titulada Lorenzo, un poema que Michaela escribió para su hijo. La canción forma parte del disco Dance into the Light, de 1996.